# Vivian Naefe
Vivian Naefe (* 1956 in Hamburg) ist eine deutsche Filmregisseurin.

## Leben
Vivian Naefe ist die Tochter der deutschen Filmschauspielerin Jester Naefe und des Unternehmers Alfred Tauszky. Als 19-Jährige hatte sie vor, Medizin zu studieren, um Psychotherapeutin zu werden. Da sie aber nicht sofort einen Studienplatz bekam, begann sie ein Praktikum bei der Münchner Abendzeitung. Dort schrieb sie bis 1983 Filmkritiken, besuchte 1975 bis 1978 die deutsche Journalistenschule in München und moderierte im Bayerischen Fernsehen die Sendung „kinokino“.
Anschließend besuchte Vivian Naefe von 1978 bis 1983 die Münchner Hochschule für Fernsehen und Film und begann dort Filme zu drehen. Ihr erstes Werk war 1982 der Film Zuckerhut. Mittlerweile zählt Vivian Naefe zu den meistgeachteten Regisseurinnen der deutschen Film- und Fernsehszene.
Mit dem Schriftsteller Remy Eyssen hat sie eine Tochter, Katharina Eyssen, die 2010 ihr Studium an der Hochschule für Fernsehen und Film München mit Diplom abschloss und als Drehbuchautorin arbeitet.

## Filmografie (Auswahl)
- 1982: Zuckerhut
- 1986: Ticket nach Rom
- 1988: Pizza Express
- 1988: Der Boss aus dem Westen
- 1989: Das Nest
- 1990: Das Mauritius-Los
- 1990: Für immer jung
- 1991: Meine Tochter gehört mir
- 1993: Todesreigen
- 1994: Man(n) sucht Frau
- 1995: Zaubergirl
- 1995: Ich liebe den Mann meiner Tochter
- 1997: Eine ungehorsame Frau
- 1998: 2 Männer, 2 Frauen – 4 Probleme!?
- 1998: Rache für mein totes Kind
- 1999: Frauen lügen besser
- 1999: Einer geht noch
- 2000: Tatort – Kleine Diebe
- 2001: Bobby
- 2002: Verrückt ist auch normal
- 2002: Männer häppchenweise
- 2002: So schnell du kannst
- 2003: Herr der Wüste
- 2003: Raus ins Leben
- 2004: Wellen
- 2005: Einmal so wie ich will
- 2005: Die Wilden Hühner
- 2006: Leo
- 2006: Fünf-Sterne-Kerle inklusive
- 2006: Vater Undercover – Im Auftrag der Familie
- 2006: Eine unmögliche Familie
- 2007: Die Wilden Hühner und die Liebe
- 2007: Mit einem Schlag
- 2009: Die Wilden Hühner und das Leben
- 2010: Der Doc und die Hexe
- 2011: Mein eigen Fleisch und Blut
- 2011: Papa allein zu Haus
- 2012: Bella Australia
- 2012: Obendrüber, da schneit es
- 2013: Der Geschmack von Apfelkernen
- 2014: Zeit der Zimmerbrände
- 2014: Der Bulle und das Landei – Von Mäusen, Miezen und Moneten
- 2015: Tief durchatmen, die Familie kommt
- 2016: Was im Leben zählt
- 2016: Seitenwechsel
- 2016: Mama geht nicht mehr
- 2016: Chaos-Queens – Die Braut sagt leider nein
- 2016: Von Erholung war nie die Rede
- 2017: Chaos-Queens – Ehebrecher und andere Unschuldslämmer
- 2018: Das Gestüt – Chaosfrauen
- 2018: Das Gestüt – Alles auf Anfang
- 2018: Pauls Weihnachtswunsch
- 2019: Balanceakt
- 2019: Das Quartett: Der lange Schatten des Todes
- 2020: Das Quartett: Das Mörderhaus
- 2021: Das Quartett: Die Tote vom Balkon
- 2022: Das Quartett: Dunkle Helden
- 2024: Wilsberg: Blinde Flecken

## Auszeichnungen
- 1998: Nominierung Grimme-Preis für Eine ungehorsame Frau
- 2001: Bayerischer Fernsehpreis für die Tatort-Folge Kleine Diebe, zusammen mit Udo Wachtveitl und Miroslav Nemec
- 2001: Adolf-Grimme-Preis in der Kategorie Fiktion & Unterhaltung für Einer geht noch, gemeinsam mit Christian Jeltsch (Autor) und Stephanie Gossger (Darstellerin)
- 2006: 
  - Der weiße Elefant für die Regie in Die Wilden Hühner
  - Golden Sprocket Award Kategorie „Bester Film“ und Publikumspreis beim Kinderfilmfestival Sprockets Toronto für Die wilden Hühner[2]